# ماکسیمیلیان فن پریتویتس
ماکسیمیلیان فن پریتویتس (انگلیسی: Maximilian von Prittwitz؛ ۲۷ نوامبر ۱۸۴۸ – ۲۹ مارس ۱۹۱۷) یک فرد نظامی اهل آلمان بود.